# 凸尖越橘
凸尖越桔（学名：Vaccinium cuspidifolium）为杜鹃花科越桔属下的一个种。

## 扩展阅读
- 維基物種上的相關：凸尖越桔